# Streptanthella longirostris
Streptanthella longirostris är en korsblommig växtart som först beskrevs av Sereno Watson, och fick sitt nu gällande namn av Per Axel Rydberg. Streptanthella longirostris ingår i släktet Streptanthella och familjen korsblommiga växter. Inga underarter finns listade i Catalogue of Life.

## Bildgalleri

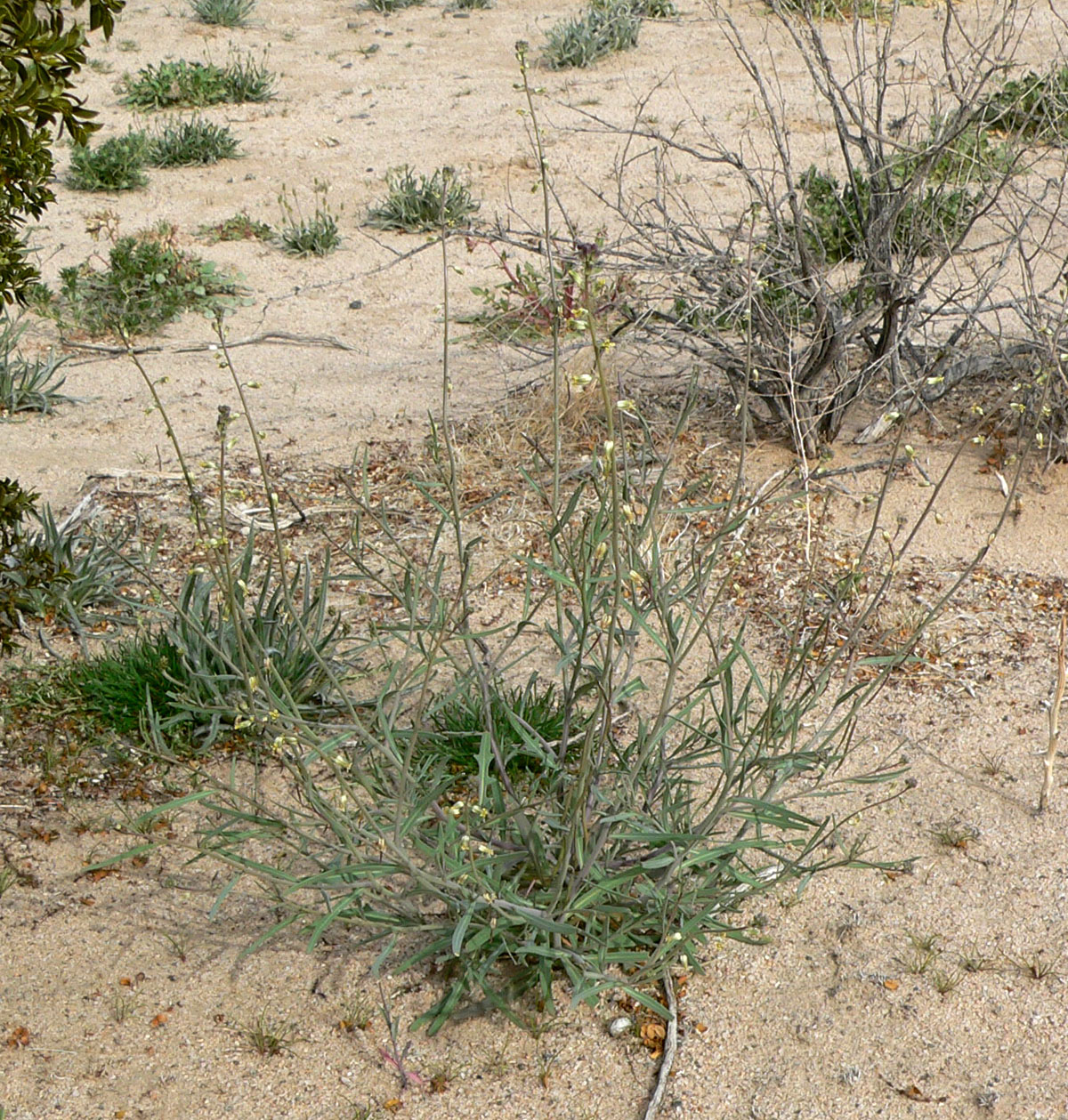
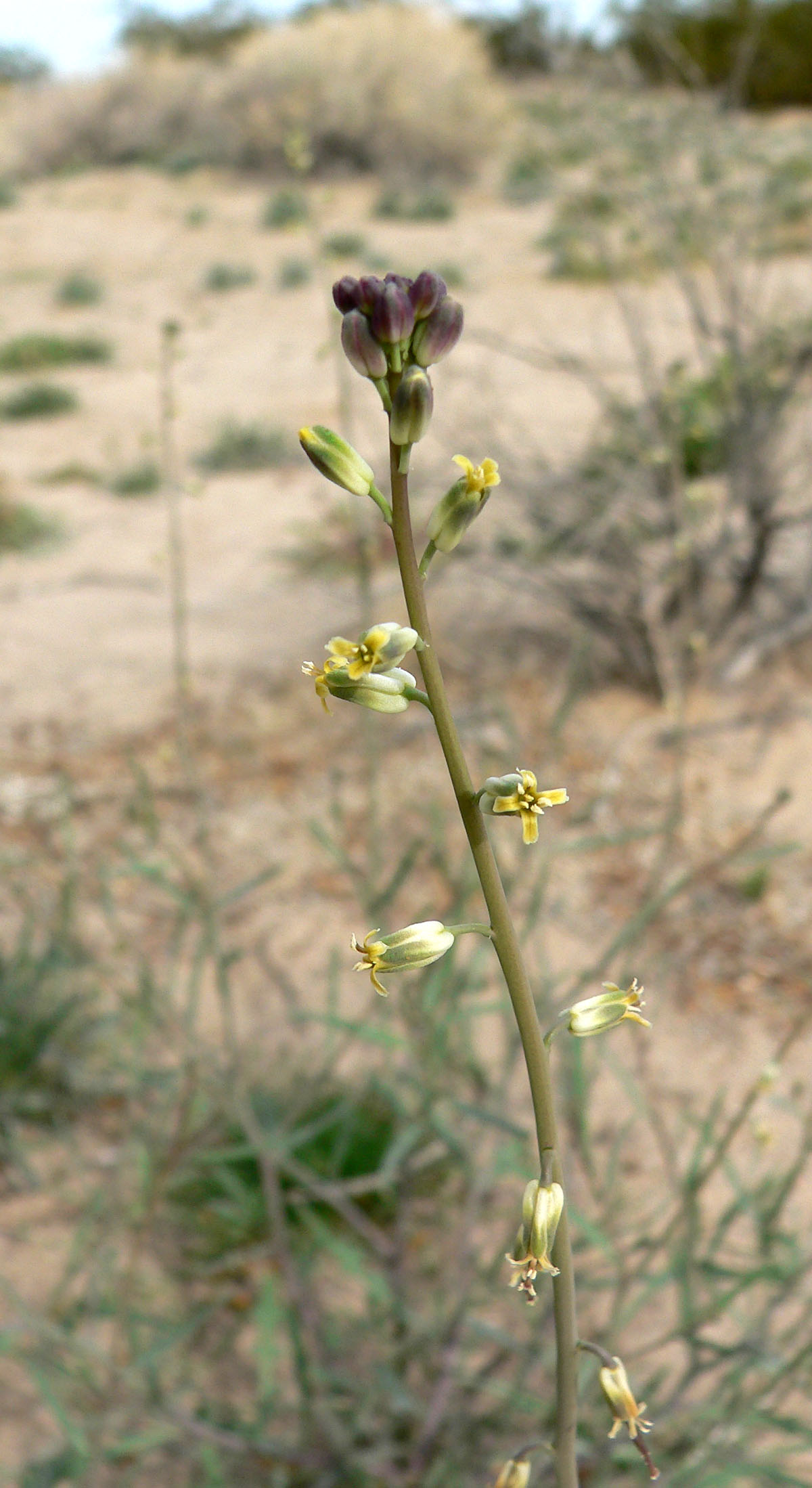
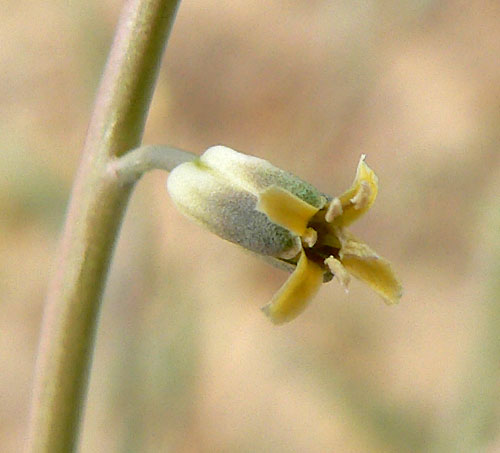
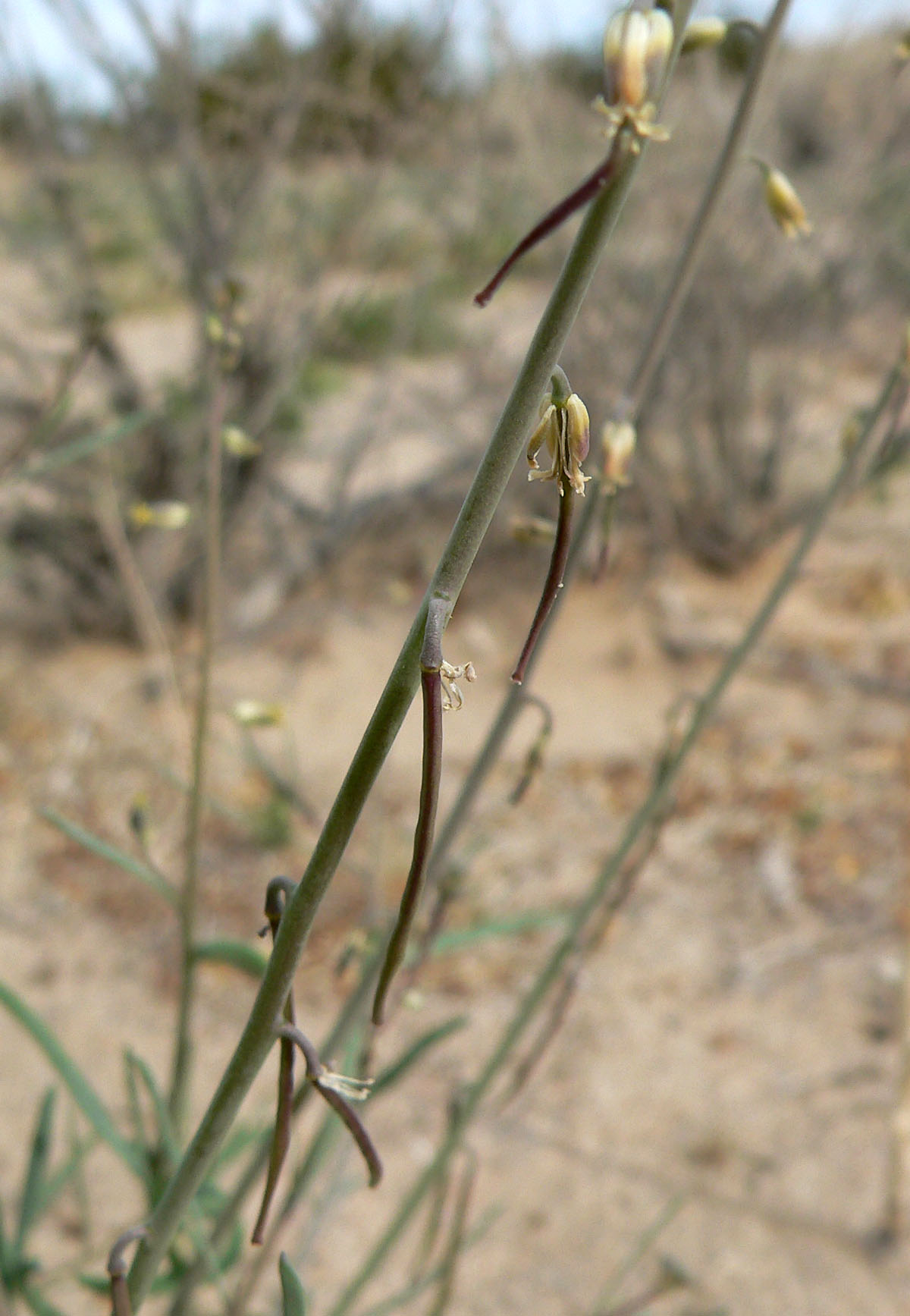
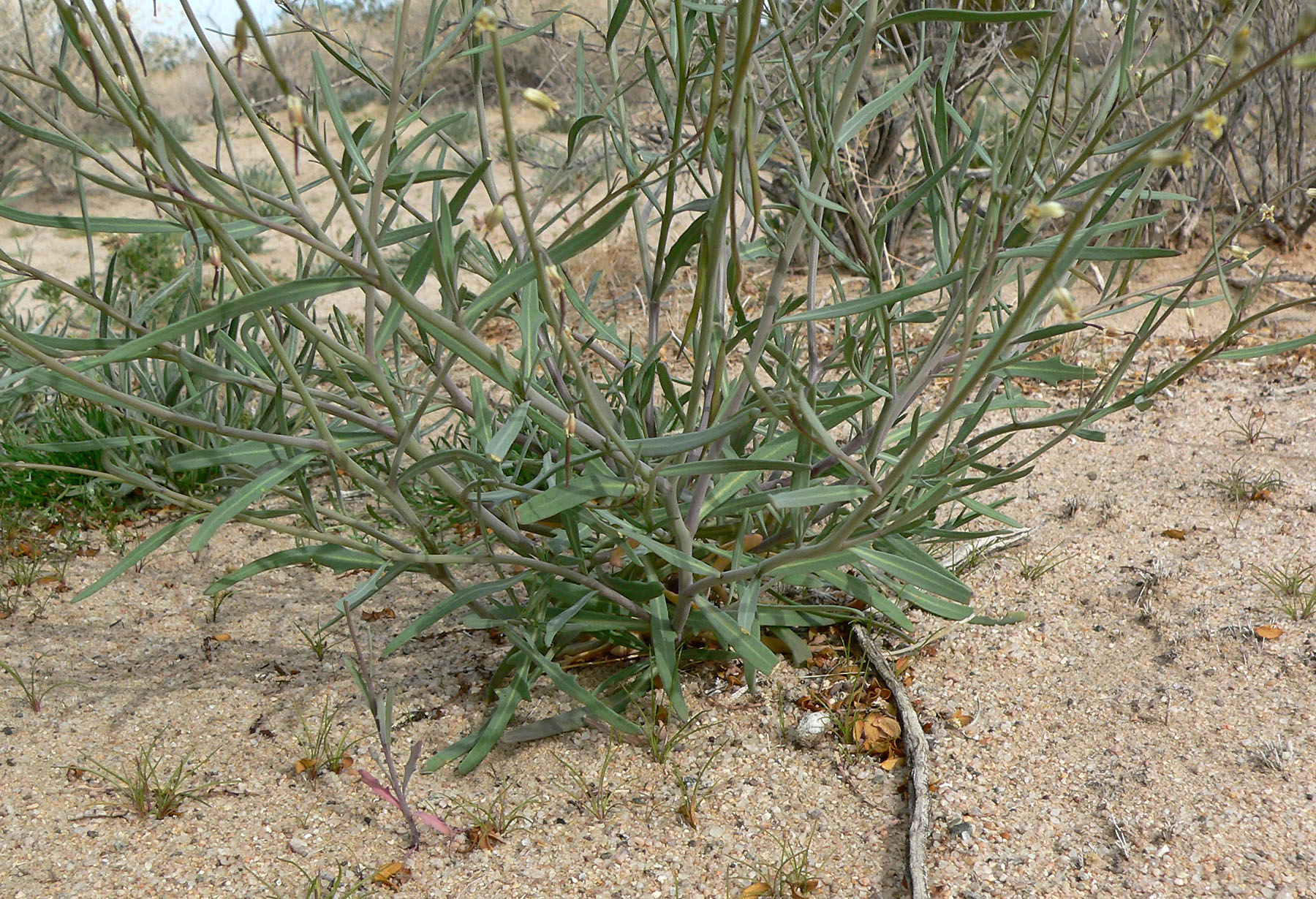
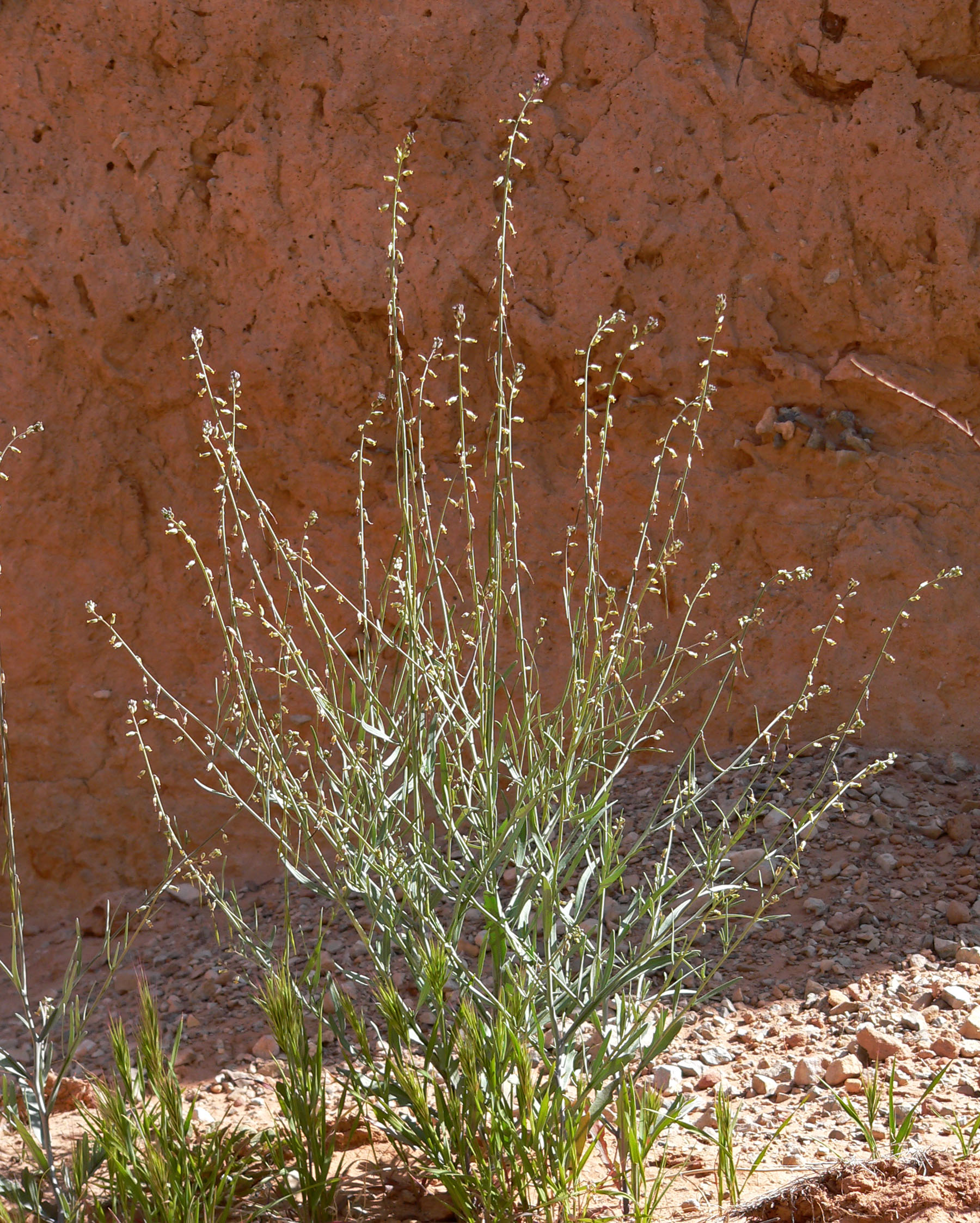